# Ferdinando Giuseppe Antonelli
Fernando Giuseppe Antonelli, O.F.M., (Subbiano, 14 juli 1896 – Rome, 12 juli 1993) was een Italiaans geestelijke en kardinaal van de Katholieke Kerk.
Antonelli trad in 1909 toe tot de Franciscanen. Hij legde op 7 april 1914 zijn Eeuwige Geloften af. Hij diende tijdens de Eerste Wereldoorlog in het Italiaanse leger en bezocht daarna het Athenaeum Antonianum en het Instituut voor Gewijde Archeologie in Rome. Hij werd in 1922 priester gewijd en studeerde vervolgens verder in Rome. Hij doceerde vanaf 1928 aan het Antonianum, van welk instituut hij twee periodes (1937-1943 en 1953-1959) rector magnificus was. Antonelli nam als expert deel aan het Tweede Vaticaans Concilie. Paus Paulus VI benoemde hem in 1966 tot titulair aartsbisschop van Idicra. Hij ontving zijn bisschopswijding uit handen van de paus zelf, bijgestaan door Francesco Carpino en Ettore Cunial.
In 1969 werd hij benoemd tot secretaris van de Congregatie voor de Heilig- en Zaligsprekingsprocessen. Tijdens het consistorie van 5 maart 1973 creëerde paus Paulus VI hem kardinaal. De San Sebastiano al Palatino werd zijn titeldiaconie. In 1983 opteerde hij voor de orde der kardinaal-priesters, waarbij zijn diaconie - pro hac vice - zijn titelkerk werd.
Kardinaal Antonelli overleed in Rome op bijna 97-jarige leeftijd en werd begraven op de franciscaner begraafplaats van Chiusi della Verna.

## Bron
- Biografische aantekening, met foto, op The Cardinals of the Holy Roman Church

- Biblioteca Nacional de España: XX1230851
- Bibliothèque nationale de France: cb129158149 (data)
- Gemeinsame Normdatei: 120523361
- International Standard Name Identifier: 0000 0001 1024 9879
- Library of Congress Control Number: nr98019338
- Nationale Bibliotheek van Tsjechië: xx0271237
- Nederlandse Thesaurus van Auteursnamen: 182565963
- Istituto Centrale per il Catalogo Unico: CFIV034714
- LIBRIS: 207957
- Système universitaire de documentation: 066877334
- Virtual International Authority File: 37046245
- WorldCat: E39PBJx8BKY9R7mW7TxFQdPvpP